# Jan Šverdík
Jan Šverdík (26. září 1938, Vrahovice – 17. dubna 2004, Prostějov) byl český pedagog a politik, v letech 1994–1998 starosta Prostějova.

## Životopis
Vystudoval češtinu a ruštinu na Vysoké škole pedagogické v Olomouci. V letech 1966–1969 byl členem KSČ. V letech 1963–1972 působil na prostějovském gymnáziu, ze kterého byl z politických důvodů propuštěn. Poté pracoval v různých profesích v Dopravních stavbách. V této době vystudoval střední průmyslovou školu v Lipníku nad Bečvou a postgraduální studium na VŠE. V roce 1990 byl zvolen do zastupitelstva města Prostějova, zastupitelem zůstal až do roku 2002. V letech 1994–1998 byl starostou města.

## Osobní život
Jeho syn Michal Šverdík působí jako regionální novinář.